# 엽전

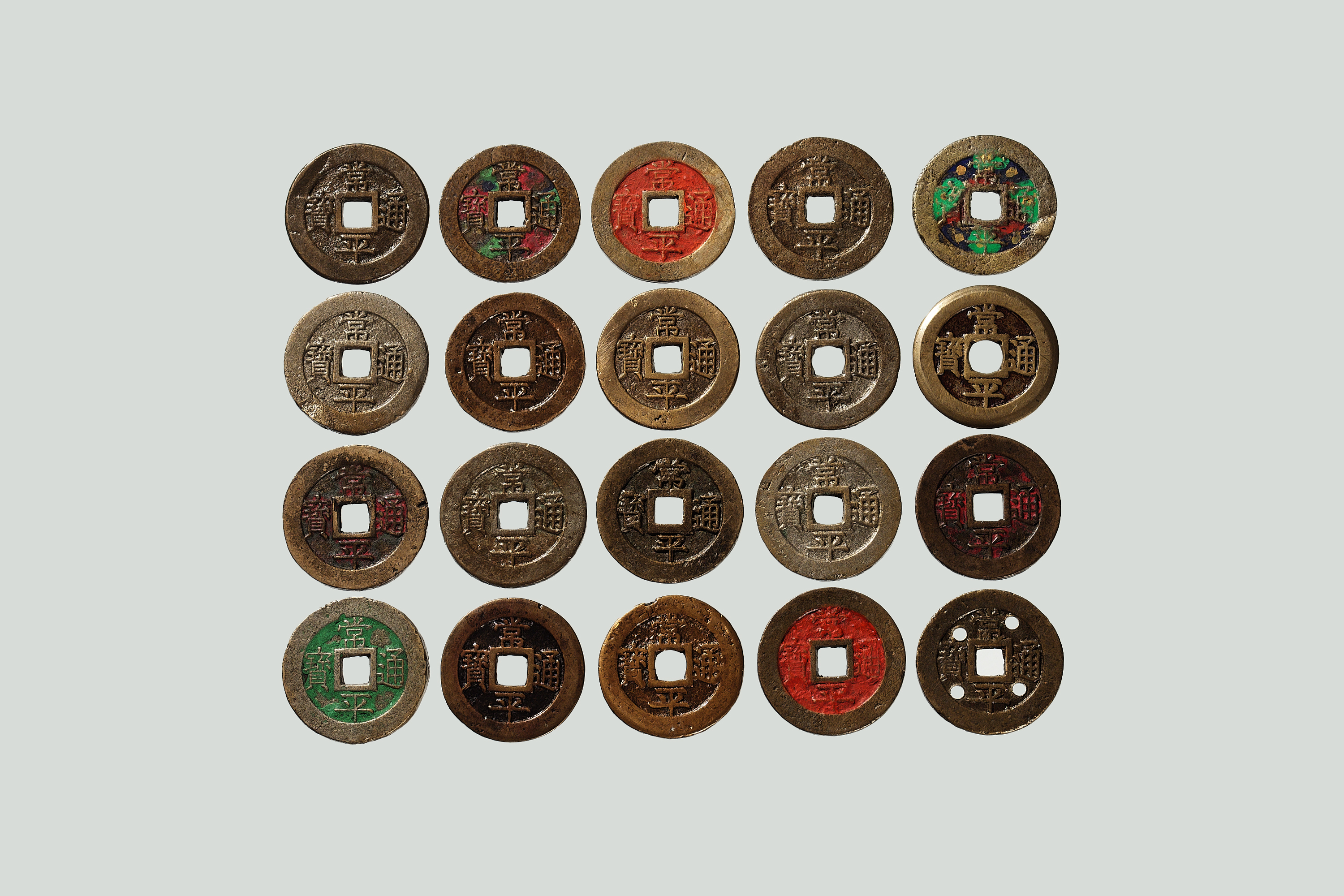
엽전의 한 종류인 상평통보 당백전

엽전(葉錢)은 놋쇠로 만든 옛날의 주화이다. 대체로 둥글고 납작하며 가운데 네모난 모양의 구멍이 있다. 최초의 엽전은 중국 진나라 때 만들어졌으며, 한국에는 996년 성종때 최초로 건원중보를 주조하였다. 그 후 상평통보·팔방통보·대동전 등이 만들어졌다.

## 같이 보기
- 문 (화폐)

## 참고 자료
- 이 문서에는 다음커뮤니케이션(현 카카오)에서 GFDL 또는 CC-SA 라이선스로 배포한 글로벌 세계대백과사전의 내용을 기초로 작성된 글이 포함되어 있습니다.